# Pulau Batarkusu
Pulau Batarkusu är en ö i Indonesien.   Den ligger i provinsen Moluckerna, i den östra delen av landet, 2 700 km öster om huvudstaden Jakarta.